# Katedra św. Olafa w Sigtunie
Katedra św. Olafa w Sigtunie (szw. Sankt Olofs domkyrka) – ruiny kościoła położone w Sigtunie, region terytorialny Sztokholm, region historyczny Uppland. Znajdują się one na terenie cmentarza, na zachód od kościoła Mariackiego. Historia kościoła św. Olafa bardzo przypomina dzieje leżącego nieopodal kościoła św. Piotra (również w ruinie).
Kościół ma status zabytku sakralnego według rozdz. 4 Kulturminneslagen (pol. Prawo o pamiątkach kultury) ponieważ został wzniesiony do końca 1939 (3 §).

## Historia biskupstwa w Sigtunie
Sigtuna należy do najważniejszych miast Szwecji, jeśli chodzi o historię chrześcijaństwa w tym kraju. W latach ok. 1070-ok. 1120 jest wymieniana jako siedziba biskupa, która w 1164 została przeniesiona do Gamla Uppsala. 
Siedziba biskupa w Sigtunie została ustanowiona w 1060 za panowania króla Stenkila Ragnvaldssona a pierwszym biskupem został Adalvard den yngre. Nie pozostał on jednak zbyt długo na swym urzędzie w Sigtunie, został bowiem wypędzony z miasta. W 1065 został biskupem Skary, chociaż biskupem Sigtuny formalnie pozostawał do 1079. 
Po śmierci króla Stenkila wybuchł spór o tron; królem został ostatecznie jeden z jego synów, Inge I Starszy. Do niego to apelował papież Grzegorz VII, wzywając w swym liście z 4 października 1080 o zachowanie pokoju i porządku w państwie. 
W liście papieskim z 1215/1216 zaproponowano przeniesienie stolicy arcybiskupiej z Gamla Uppsala z powrotem do Sigtuny, co jednak nigdy nie nastąpiło.

## Historia katedry św. Olafa
Na zewnątrz najstarszej części Sigtuny wzniesiono na przełomie XI/XII w. szereg kościołów kamiennych: św. Larsa, św. Piotra, św. Mikołaja i św. Olafa. 
Kościół św. Olafa w Sigtunie został poświęcony norweskiemu królowi-wikingowi Olavowi Tryggvassonowi, królowi w latach 995-1000, pierwszemu władcy Norwegii, który przyjął chrzest.
Kościół św. Olafa również w dziedzinie architektury nawiązywał do wzorów norweskich, miał bowiem taki sam plan przyziemia jak kościół Olafa III Pokojowego w Nidaros (dzisiejsze Trondheim), natomiast jego małe, zwężające się okna nawiązywały do wzorów anglo-saksońskich. Ok. 1100 wybudowano centralną wieżę kościoła, prezbiterium i transept. Nieco później wzniesiono skrócony korpus główny. Długość świątyni wynosiła 24,5 m, transeptu 19,2 m, a szerokość nawy 11,5 m.
Wykopaliska wskazują, iż korpus główny miał być przypuszczalnie wydłużony w kierunku zachodnim, ale prace prawdopodobnie przerwano, kiedy siedziba arcybiskupa została przeniesiona do Gamla Uppsala. Nie jest jasne, kto był budowniczym kościoła, ale wymienia się zakon benedyktynów, którzy prowadzili działalność na terenie Sigtuny oraz miejscową gildię kupiecką. Pod byłą katedrą odkopano fragmenty murów, które, jak się przypuszcza, należą do jeszcze starszego, kamiennego kościoła, w takim razie jednego z pierwszych, jaki zbudowano na terenie Szwecji.
W XIII w., już po utracie statusu katedry, kościół św. Olafa stał się kościołem parafialnym. 
Kiedy do Sigtuny przybyli dominikanie, rozpoczęli po 1240 budowę dużego kościoła ceglanego pod wezwaniem Najświętszej Maryi Panny, tuż w sąsiedztwie kościoła św. Olafa. Po wybudowaniu kościół Mariacki stał się kościołem parafialnym Sigtuny a kościół św. Olafa został zwykłym kościołem.
Spłonął on wraz z miastem w wyniku trzech dużych pożarów z lat 1648-1666 i od tamtego czasu jest ruiną.